# Thuận Hóa (quận)
Thuận Hóa là một quận trung tâm cũ thuộc thành phố Huế, Việt Nam.

## Địa lý
Quận Thuận Hóa nằm ở bờ nam sông Hương của thành phố Huế, có vị trí địa lý:
- Phía đông giáp thị xã Hương Thủy và huyện Phú Vang
- Phía tây giáp quận Phú Xuân
- Phía nam giáp thị xã Hương Thủy
- Phía bắc giáp Biển Đông.

Quận Thuận Hóa có diện tích 139,41 km², dân số năm 2023 là 297.507 người, mật độ dân số đạt 2.134 người/km².
Quận Thuận Hóa là quận có diện tích lớn nhất Việt Nam. Nằm gần dãy núi Trường Sơn, khu vực quận là đồng bằng thuộc vùng hạ lưu sông Hương và sông Bồ, có độ cao trung bình khoảng 3 – 4 m so với mực nước biển và thường bị ngập lụt khi đầu nguồn của sông Hương (trên dãy Trường Sơn) xảy ra mưa vừa và lớn. Khu vực đồng bằng này tương đối bằng phẳng, tuy trong đó có xen kẽ một số đồi, núi thấp như núi Ngự Bình, Đồi Vọng Cảnh.

## Hành chính
Quận Thuận Hóa có 19 đơn vị hành chính cấp xã trực thuộc, bao gồm 19 phường: An Cựu, An Đông, An Tây, Dương Nỗ, Hương Phong, Phú Hội, Phú Nhuận, Phú Thượng, Phước Vĩnh, Phường Đúc, Thuận An, Thủy Bằng, Thủy Biều, Thủy Vân, Thủy Xuân, Trường An, Vĩnh Ninh, Vỹ Dạ, Xuân Phú.

## Lịch sử
Ngày 30 tháng 11 năm 2024:

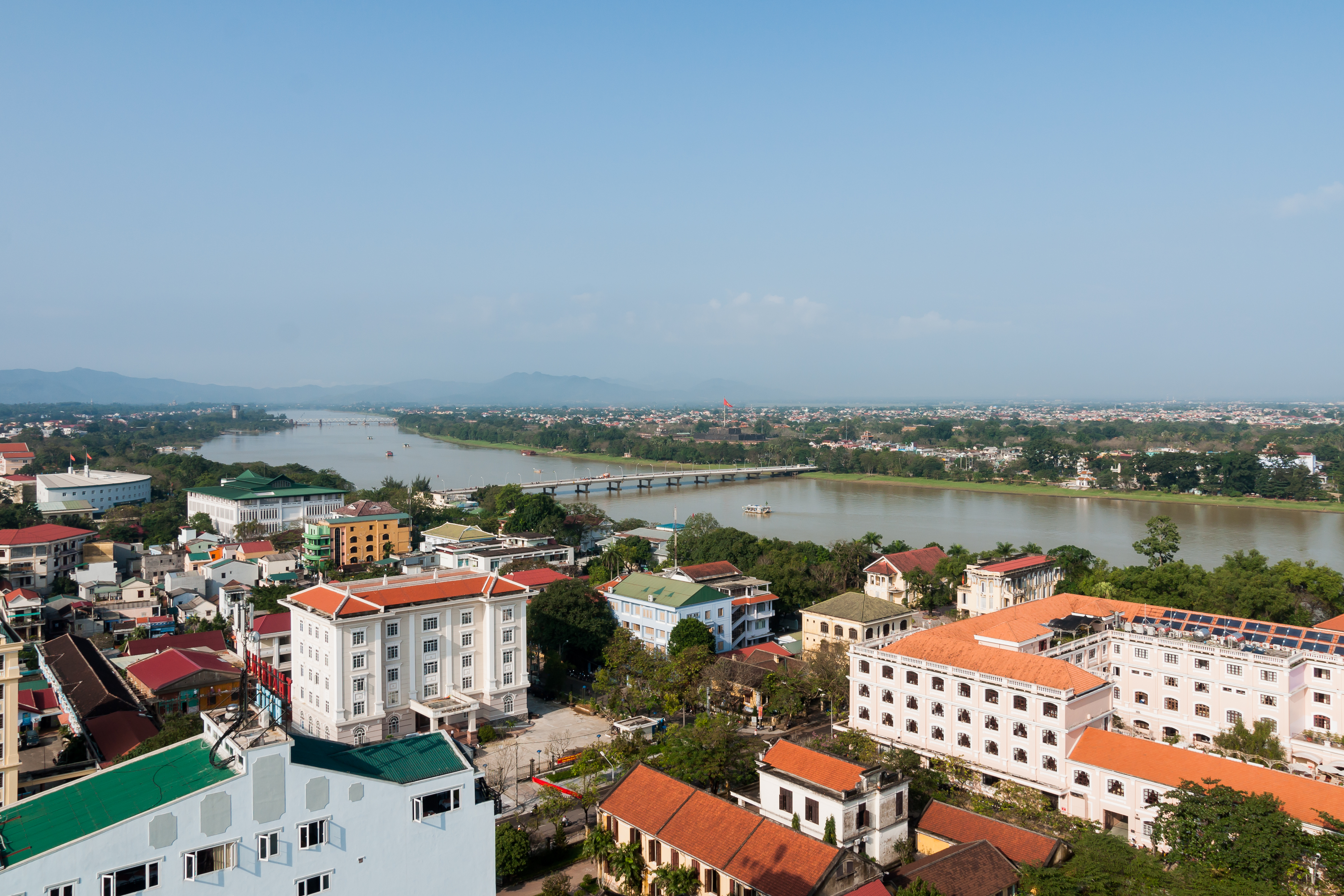
Sông Hương với cầu Phú Xuân (trước) và cầu Dã Viên (sau)

- Quốc hội ban hành Nghị quyết số 175/2024/QH15[2] về việc thành lập thành phố Huế trực thuộc trung ương trên cơ sở toàn bộ diện tích và dân số tỉnh Thừa Thiên Huế.[3]
- Ủy ban Thường vụ Quốc hội ban hành Nghị quyết số 1314/NQ-UBTVQH15[1] về việc sắp xếp đơn vị hành chính cấp huyện, cấp xã của thành phố Huế giai đoạn 2023 – 2025 (nghị quyết có hiệu lực từ ngày 1 tháng 1 năm 2025). Theo đó:
  - Sáp nhập xã Hải Dương vào phường Thuận An.
  - Thành lập phường Dương Nỗ trên cơ sở 3 xã: Phú Thanh, Phú Mậu, Phú Dương.
  - Thành lập phường Thuỷ Bằng trên cơ sở xã Thuỷ Bằng.
  - Thành lập phường Hương Phong trên cơ sở xã Hương Phong.
  - Thành lập quận Thuận Hóa thuộc thành phố Huế trên cơ sở 19 phường: An Cựu, An Tây, Vỹ Dạ, Phước Vĩnh, Trường An, Phú Nhuận, Thủy Biểu, Phủ Hội, An Đông, Vĩnh Ninh, Phường Đúc, Thủy Xuân, Xuân Phủ, Thúy Vân, Phú Thượng, Hương Phong, Thủy Bằng, Thuận An của thành phố Huế, tỉnh Thừa Thiên Huế.

Quận Thuận Hóa có 19 phường trực thuộc như hiện nay.

## Kinh tế
Quận Thuận Hóa có nhiều trung tâm thương mại lớn và toạ lạc ở hai bên bờ sông Hương như chợ An Cựu. Cùng những trung tâm thương mại, siêu thị như Go!, Vincom, The Manor Crown, AEON Mall. Và có 4 rạp chiếu phim lớn như CineStar, BHD, Galaxy Cinema và Lotte Cinema.
Hiện tại trên địa bàn quận đã và đang hình thành một số khu đô thị cao cấp như khu đô thị An Đông Villas, khu đô thị An Cựu Villas, khu đô thị Phú Mỹ An, The Manor Crown.

## Xã hội

### Giáo dục
Trên địa bàn quận Thuận Hóa có 7 trường trung học phổ thông công lập thuộc Sở Giáo dục và Đào tạo thành phố Huế:
1. Trường THPT chuyên Quốc Học
2. Trường THPT Hai Bà Trưng (tiền thân là trường Nữ sinh Đồng Khánh)
3. Trường THPT Phan Đăng Lưu (tiền thân là trường Trung học Phú Vang)
4. Trường THPT Nguyễn Trường Tộ
5. Trường THPT Cao Thắng
6. Trường THPT Thuận An
7. Trường PT Dân tộc Nội trú thành phố.

Ngoài ra, còn có hệ GDTX, các trường tư thục hoặc thuộc các trường Đại học:
1. Trường THPT chuyên Khoa học Huế (thuộc Đại học Khoa học – Đại học Huế)
2. Trường THPT Thuận Hóa (thuộc Đại học Sư phạm - Đại học Huế)
3. Trường THPT Tư thục Chi Lăng
4. Trung tâm GDTX thành phố Huế
5. Hệ THPT trong Trung tâm GDNN–GDTX quận Thuận Hóa
6. Trường Quốc Tế Song Ngữ Học Viện Anh Quốc UK Academy Huế (từ mầm non đến THPT). Địa chỉ: đường Nguyễn Đình Tứ (Đường tỉnh 10A), phường Phú Thượng.

Trên địa bàn quận Thuận Hóa có 21 trường THCS công lập. Trong đó, phường Dương Nỗ và phường Thuận An có 3 trường THCS, phường Xuân Phú có 2 trường THCS. Có 3 phường không có trường THCS là An Tây, Vĩnh Ninh và Phú Hội. Các phường còn lại có 1 trường THCS.
1. Trường THCS Nguyễn Tri Phương (phường Xuân Phú)
2. Trường THCS Chu Văn An (phường Xuân Phú)
3. Trường THCS Thuận An (phường Thuận An)
4. Trường THCS Phú Tân (phường Thuận An)
5. Trường TH và THCS Hoàng Kim Hoán (phường Thuận An)
6. Trường THCS Phú Dương (phường Dương Nỗ)
7. Trường THCS Phú Mậu (phường Dương Nỗ)
8. Trường THCS Phú Thanh (phường Dương Nỗ)
9. Trường THCS Nguyễn Chí Diểu (phường Phú Nhuận)
10. Trường THCS Trần Phú (phường Phước Vĩnh)
11. Trường THCS Duy Tân (phường An Cựu)
12. Trường THCS Đặng Văn Ngữ (phường An Đông)
13. Trường THCS Hùng Vương (phường Trường An)
14. Trường THCS Nguyễn Thị Minh Khai (phường Thủy Xuân)
15. Trường THCS Tôn Thất Tùng (phường Phường Đúc)
16. Trường THCS Nguyễn Văn Trỗi (phường Thủy Biều)
17. Trường THCS Thủy Bằng (phường Thủy Bằng)
18. Trường THCS Thủy Vân (phường Thủy Vân)
19. Trường THCS Phạm Văn Đồng (phường Vĩ Dạ)
20. Trường THCS Phú Thượng (phường Phú Thượng)
21. Trường THCS Nguyễn Khoa Thuyên (phường Hương Phong).

Đều có đầy đủ các trường mầm non và tiểu học ở tất cả 19 phường trên địa bàn quận.

### Y tế
- Bệnh viện Trung ương Huế được thành lập vào năm 1894, là bệnh viện phương Tây đầu tiên tại Việt Nam. Bệnh viện cung cấp 2.078 giường và rộng 120.000 m², là bệnh viện hạng đặc biệt duy nhất tại khu vực miền Trung–Tây Nguyên và là 1 trong 6 bệnh viện hạng đặc biệt của cả nước.
- Bệnh viện trường Đại học Y Dược Huế.
- Bệnh viện Mắt Huế.
- Bệnh viện Răng-Hàm-Mặt Huế.
- Bệnh viện Phục hồi chức năng Huế.
- Trung tâm Y tế quận Thuận Hóa (được chuyển đổi từ Bệnh viện Giao thông vận tải Huế).
- Ngoài ra, trên địa bàn quận còn có một số bệnh viện ngoài công lập như: Bệnh viện Đa khoa Hoàng Viết Thắng, Bệnh viện Chấn thương chỉnh hình - Phẩu thuật tạo hình Huế,...

## Giao thông
Có quốc lộ 1A, quốc lộ 49, đường cao tốc Cam Lộ – La Sơn và đường sắt Bắc Nam đi qua. Quận Thuận Hóa có ga Huế là ga đường sắt với đường tàu kết nối đến tất cả các thành phố lớn của Việt Nam. Đường thủy có sông Hương chảy qua tạo thành ranh giới tự nhiên với quận Phú Xuân.